# Nataša Ševarika
Nataša Ševarika est une joueuse de volley-ball serbe née le 27 janvier 1988 à Belgrade. Elle mesure 1,83 m et joue au poste de réceptionneuse-attaquante. 

## Clubs
| Club                    | De        | À         |
| ----------------------- | --------- | --------- |
| Étoile Rouge            | 2000-2001 | 2008-2009 |
| Ribeira Sacra           | 2009-2010 | 2009-2010 |
| Oxidoc Palma            | 2010-2010 | 2010-2010 |
| Parme Volley Girls      | 2010-2011 | 2010-2011 |
| Club Voleibol Haro      | 2011-2012 | 2011-2012 |
| CV 2004 Tomis Constanţa | 2012-2013 | 2012-2013 |
| Hainaut Volley          | 2013-2014 | 2013-2014 |
| Hapoël Kfar Saba VC     | 2014-2015 | 2014-2015 |
| ŽOK Jedinstvo Brčko     | 2015–2016 | 2015–2016 |
| BVK Bratislava          | 2016–2017 | 2018-2019 |
| VK Tioumen              | 2019-2020 | 2019-2020 |
| AEK Athènes             | 2020-2021 | …         |

## Palmarès

### Équipe nationale
- Ligue européenne
  - Vainqueur : 2009.

### Clubs
- Copa de la Reina
  - Vainqueur : 2012.
- Championnat de Slovaquie
  - Vainqueur : 2018.
  - Finaliste : 2017, 2019.
- Coupe de Slovaquie
  - Vainqueur : 2018.
  - Finaliste : 2019.